# Вариации на тему Диабелли (коллектив авторов)

Вальс Антонио Диабелли, послуживший темой для вариаций

Вариации на тему Диабелли — коллективный музыкальный благотворительный проект, инициированный композитором и издателем Антоном Диабелли. В 1819 г. он разослал сочинённый им вальс нескольким десяткам ведущих австрийских музыкантов с предложением написать по вариации на его тему. Собранные вместе, эти вариации должны были быть опубликованы, а выручка направлена в пользу вдов и сирот, оставшихся в Австрии после Наполеоновских войн.
Среди 50 композиторов, откликнувшихся на предложение Диабелли, были, в частности, Франц Шуберт, Карл Черни, Иоганн Непомук Гуммель, Фридрих Калькбреннер, Конрадин Крейцер, Игнац Мошелес, Франц Ксавер Моцарт, Симон Зехтер, Ян Вацлав Воржишек, Дионис Вебер, Вацлав Томашек, Иоганн Петер Пиксис, Иоганн Баптист Шенк, Карл Мария Боклет, Антон Хальм, Игнац Ассмайер, Иеронимус Пайер, Ансельм Хюттенбреннер, а также семилетний на момент рассылки приглашения Франц Лист, которого, вероятнее всего, привлёк к участию в проекте его учитель Черни. 
Однако наибольший интерес эта инициатива вызвала у Людвига ван Бетховена, постоянно сотрудничавшего с Диабелли как с издателем (впрочем, некоторые мемуаристы утверждают, что Бетховен первоначально не собирался участвовать в сборнике, посчитав тему Диабелли примитивной и скучной, однако затем — то ли в расчёте на гонорар, то ли чтобы доказать, что и такая примитивная тема может быть с блеском обработана, — изменил своё решение). Бетховен в итоге написал самостоятельное сочинение — Вариации на тему Диабелли, — включавшее 33 вариации. Это произведение было готово к 1823 году, и в 1823—1824 гг. задуманное Диабелли издание вышло в двух томах (один включал музыку Бетховена, другой — работы остальных композиторов) под названием Союз музыкантов Отечества (нем. Vaterländischer Künstlerverein). В 2009 году Дом-музей Бетховена в Бонне получил в свои фонды тетрадь, в которую композитор записал свои вариации. Рукопись была приобретена за несколько миллионов евро. В сборе средств участвовал целый ряд музыкальных исполнителей, а также свои пожертвования сделали около трёх миллионов человек по всему миру. 